# Olympische Sommerspiele 1992/Teilnehmer (China)
| Gelbes Symbol für Goldmedaillen mit stilisierten Olympischen Ringen | Graues Symbol für Silbermedaillen mit stilisierten Olympischen Ringen | Braundes Symbol für Bronzemedaillen mit stilisierten Olympischen Ringen |
| ------------------------------------------------------------------- | --------------------------------------------------------------------- | ----------------------------------------------------------------------- |
| 16                                                                  | 22                                                                    | 16                                                                      |

Die Volksrepublik China nahm an den Olympischen Sommerspielen 1992 in Barcelona mit einer Delegation von 244 Athleten (117 Männer und 127 Frauen) an 144 Wettkämpfen in 23 Sportarten teil. Fahnenträger bei der Eröffnungsfeier war der Basketballspieler Song Ligang.

## Teilnehmer nach Sportarten

### Badminton
| Männer - Zhao Jianhua Einzel: Viertelfinale - Wu Wenkai Einzel: Achtelfinale - Liu Jun Einzel: Achtelfinale - Li Yongbo & Tian Bingyi Doppel: Bronze - Chen Hongyong & Chen Kang Doppel: Achtelfinale | Frauen - Huang Hua Einzel: Bronze - Tang Jiuhong Einzel: Bronze - Guan Weizhen & Nong Qunhua Doppel: Silber - Lin Yanfen & Yao Fen Doppel: Bronze |

### Basketball
| Männer - 12. Platz - Kader A Dijiang Gong Xiaobin Hu Weidong Li Chunjiang Ma Jian Shan Tao Song Ligang Sun Fengwu Sun Jun Wang Zhidan Wu Qinglong Zhang Yongjun | Frauen - Silber - Kader Cong Xuedi He Jun Li Dongmei Li Xin Liu Jun Liu Qing Peng Ping Wang Fang Zhan Shuping Zheng Dongmei Zheng Haixia |

### Bogenschießen
| Männer - Fu Shengjun Einzel: 29. Platz Mannschaft: 13. Platz - Hao Wei Einzel: 51. Platz Mannschaft: 13. Platz - Liang Qiang Einzel: 58. Platz Mannschaft: 13. Platz | Frauen - Ma Xiangjun Einzel: 13. Platz Mannschaft: Silber - Wang Hong Einzel: 31. Platz Mannschaft: Silber - Wang Xiaozhu Einzel: 4. Platz Mannschaft: Silber |

### Boxen
Männer
- Liu Gang
Fliegengewicht: 1. Runde

- Zhang Guangping
Bantamgewicht: 1. Runde

- Chao Lu
Mittelgewicht: 2. Runde

- Bai Chongguang
Halbschwergewicht: 1. Runde

### Fechten
| Männer - Ye Chong Florett, Einzel: 9. Platz Florett, Mannschaft: 10. Platz - Wang Haibin Florett, Einzel: 29. Platz Florett, Mannschaft: 10. Platz - Wang Lihong Florett, Einzel: 46. Platz Florett, Mannschaft: 10. Platz - Chen Biao Florett, Mannschaft: 10. Platz - Lao Shaopei Florett, Mannschaft: 10. Platz - Zheng Zhaokang Säbel, Einzel: 15. Platz Säbel, Mannschaft: 7. Platz - Yang Zhen Säbel, Einzel: 22. Platz Säbel, Mannschaft: 7. Platz - Jia Guihua Säbel, Einzel: 38. Platz Säbel, Mannschaft: 7. Platz - Jiang Yefei Säbel, Mannschaft: 7. Platz - Ning Xiankui Säbel, Mannschaft: 7. Platz | Frauen - Wang Huifeng Florett, Einzel: Silber Florett, Mannschaft: 6. Platz - Xiao Aihua Florett, Einzel: 15. Platz Florett, Mannschaft: 6. Platz - E Jie Florett, Einzel: 28. Platz Florett, Mannschaft: 6. Platz - Liang Jun Florett, Mannschaft: 6. Platz - Ye Lin Florett, Mannschaft: 6. Platz |

### Gewichtheben
Männer
- Lin Qisheng
Fliegengewicht: Silber

- Zhang Zairong
Fliegengewicht: DNF

- Liu Shoubin
Bantamgewicht: Silber

- Luo Jianming
Bantamgewicht: Bronze

- He Yingqiang
Federgewicht: Bronze

- Wang Yong
Leichtgewicht: DNF

- Lu Gang
Mittelgewicht: 8. Platz

- Lin Wensheng
Mittelgewicht: 9. Platz

- Li Yunnan
Leichtschwergewicht: 9. Platz

- Cai Yanshu
Leichtschwergewicht: 11. Platz

### Judo
| Männer - Chen Cailiang Ultraleichtgewicht: 13. Platz - Gao Erwei Halbleichtgewicht: 13. Platz - Shi Chengsheng Leichtgewicht: 9. Platz - Wang Nan Mittelgewicht: 13. Platz | Frauen - Li Aiyue Ultraleichtgewicht: 9. Platz - Li Zhongyun Halbleichtgewicht: Bronze - Jin Xianglan Leichtgewicht: 14. Platz - Zhang Di Halbmittelgewicht: Bronze - Leng Chunhui Mittelgewicht: 9. Platz - Zhuang Xiaoyan Schwergewicht: Gold |

### Kanu
Frauen
- Ning Menghua & Zhao Xiaoli
Kajak-Zweier, 500 Meter: 7. Platz

- Ning Menghua, Wang Jing, Wen Yanfang & Zhao Xiaoli
Kajak-Vierer, 500 Meter: 5. Platz

### Leichtathletik
| Männer - Bi Zhong Hammerwurf: 12. Platz in der Qualifikation - Chen Shaoguo 20 Kilometer Gehen: 5. Platz - Chen Yanping Dreisprung: 36. Platz in der Qualifikation - Chen Zunrong Weitsprung: 10. Platz - Huang Geng Weitsprung: 8. Platz - Li Mingcai 20 Kilometer Gehen: DNF - Li Tong 110 Meter Hürden: Halbfinale - Xu Yang Hochsprung: 26. Platz in der Qualifikation - Yu Wenge Diskuswurf: 17. Platz in der Qualifikation - Zhang Lianbiao Speerwurf: 25. Platz in der Qualifikation - Zou Sixin Dreisprung: 8. Platz | Frauen - Chen Yueling 10 Kilometer Gehen: Gold - Chen Zhaojing 200 Meter: disqualifiziert im Vorlauf 4 × 100 Meter: Vorläufe - Cui Yingzi 10 Kilometer Gehen: 5. Platz - Gao Han 100 Meter: Viertelfinale 4 × 100 Meter: Vorläufe - Ha Xiaoyan Speerwurf: 15. Platz in der Qualifikation - Huang Zhihong Kugelstoßen: Silber - Li Chunxiu 10 Kilometer Gehen: Bronze - Liu Li 1500 Meter: 5. Platz - Liu Shuzhen Weitsprung: 16. Platz in der Qualifikation - Min Chunfeng Diskuswurf: 11. Platz - Qiu Qiaoping Diskuswurf: 17. Platz in der Qualifikation - Qu Yunxia 1500 Meter: Bronze - Tian Yumei 100 Meter: Viertelfinale 4 × 100 Meter: Vorläufe - Wang Xiuting 10.000 Meter: 6. Platz - Xiao Yehua 100 Meter: Viertelfinale 4 × 100 Meter: Vorläufe - Xu Demei Speerwurf: 14. Platz in der Qualifikation - Yang Juan Weitsprung: 14. Platz in der Qualifikation - Zhang Yu 100 Meter Hürden: Halbfinale - Zhen Wenhua Kugelstoßen: 12. Platz - Zhong Huandi 10.000 Meter: 4. Platz - Zhou Tianhua Kugelstoßen: 5. Platz - Zhu Yuqing 100 Meter Hürden: Viertelfinale Siebenkampf: 16. Platz |

### Moderner Fünfkampf
Männer
- Zhang Bin
Einzel: 56. Platz

### Radsport
| Männer - Li Wenkai Punktefahren: 20. Platz 100 Kilometer Mannschaftszeitfahren: 15. Platz - Tang Xuezhong Straßenrennen: 39. Platz 100 Kilometer Mannschaftszeitfahren: 15. Platz - Wang Shusen Straßenrennen: 64. Platz 100 Kilometer Mannschaftszeitfahren: 15. Platz - Zhu Zhengjun Straßenrennen: 44. Platz 100 Kilometer Mannschaftszeitfahren: 15. Platz | Frauen - Wang Yan Sprint: 3. Runde - Zhou Lingmei 3000 Meter Einerverfolgung: 15. Platz |

### Rhythmische Sportgymnastik
Frauen
- Bai Mei
Einzel: 29. Platz in der Qualifikation

- Guo Shasha
Einzel: 36. Platz in der Qualifikation

### Ringen
Männer
- Jiang Wei
Halbfliegengewicht, griechisch-römisch: 3. Runde

- Sheng Zetian
Bantamgewicht, griechisch-römisch: Bronze

- Hu Guohong
Federgewicht, griechisch-römisch: 2. Runde

- Wei Qingkun
Weltergewicht, griechisch-römisch: 10. Platz

- Tian Lei
Superschwergewicht, griechisch-römisch: 6. Platz

- Chen Zhengbin
Halbfliegengewicht, Freistil: 3. Runde

- Ho Bisgaltu
Weltergewicht, Freistil: 3. Runde

- Wang Chunguang
Superschwergewicht: 7. Platz

### Rudern
| Männer - Feng Feng, Huang Xiaoping, Li Jianxin, Sun Senlin & Xu Wuling Vierer mit Steuermann: 8. Platz - Feng Feng, Huang Xiaoping, Jiang Haiyang, Li Jianxin, Li Zhongping, Sun Senlin, Xu Wuling, Yao Jianzhong & Zheng Xianwei Achter: 11. Platz | Frauen - Gu Xiaoli & Lu Huali Doppelzweier: Bronze - Feng Lili, Gu Xiaoli, Lu Huali & Yang Hong Doppelvierer: 7. Platz - Cao Mianying, He Yanwen, Liu Xirong & Zhou Shouying Vierer ohne Steuerfrau: 4. Platz - Cao Mianying, He Yanwen, Li Ronghua, Liang Xiling, Lin Zhiai, Liu Xirong, Ma Linqin, Pei Jiayun & Zhou Shouying Achter: 5. Platz |

### Schießen
| Männer - Wang Yifu Luftpistole: Gold Freie Pistole: Silber - Xu Haifeng Luftpistole: 4. Platz Freie Pistole: 7. Platz - Meng Gang Schnellfeuerpistole: 11. Platz - Zhang Yingzhou Luftgewehr: 13. Platz Kleinkaliber, Dreistellungskampf: 31. Platz - Du Long Luftgewehr: 34. Platz - Jiang Rong Kleinkaliber, Dreistellungskampf: 10. Platz Kleinkaliber, liegend: 11. Platz - Pang Yongying Kleinkaliber, liegend: 39. Platz - Shu Qingquan Laufende Scheibe: 8. Platz - Zhang Ronghui Laufende Scheibe: 18. Platz | Offene Klasse - Zhang Bing Trap: 8. Platz - Zhang Yongjie Trap: 39. Platz - Zhang Shan Skeet: Gold - Zhang Xindong Skeet: 9. Platz - Wang Zhonghua Skeet: 42. Platz | Frauen - Wang Lina Luftpistole: 4. Platz Sportpistole: 18. Platz - Li Shuanghong Luftpistole: 9. Platz - Li Duihong Sportpistole: Silber - Xu Yanhua Luftgewehr: 11. Platz - Zhang Qiuping Luftgewehr: 31. Platz Kleinkaliber, Dreistellungskampf: 10. Platz - Zhou Danhong Kleinkaliber, Dreistellungskampf: 11. Platz |

### Schwimmen
| Männer - Chen Jianhong 100 Meter Brust: 15. Platz 4 × 100 Meter Lagen: 13. Platz - Lin Laijiu 100 Meter Rücken: 31. Platz 4 × 100 Meter Lagen: 13. Platz - Shen Jianqiang 100 Meter Schmetterling: 15. Platz 4 × 100 Meter Lagen: 13. Platz - Xie Jun 100 Meter Freistil: 40. Platz 200 Meter Freistil: 37. Platz 4 × 100 Meter Lagen: 13. Platz | Frauen - He Cihong 100 Meter Rücken: 13. Platz 4 × 100 Meter Lagen: 4. Platz - Le Jingyi 100 Meter Freistil: 6. Platz 4 × 100 Meter Freistil: Silber 4 × 100 Meter Lagen: 4. Platz - Lin Li 200 Meter Rücken: 12. Platz 200 Meter Brust: Silber 200 Meter Lagen: Gold 400 Meter Lagen: Silber 4 × 100 Meter Lagen: 4. Platz - Lou Xia 100 Meter Brust: 9. Platz 4 × 100 Meter Lagen: 4. Platz - Lu Bin 200 Meter Freistil: 8. Platz 4 × 100 Meter Freistil: Silber 200 Meter Rücken: 31. Platz 200 Meter Lagen: 23. Platz - Lu Di 100 Meter Brust: 16. Platz 200 Meter Brust: 29. Platz - Qian Hong 100 Meter Schmetterling: Gold 200 Meter Schmetterling: 29. Platz 4 × 100 Meter Lagen: 4. Platz - Wang Xiaohong 100 Meter Schmetterling: 4. Platz 200 Meter Schmetterling: Silber - Yan Ming 400 Meter Freistil: 22. Platz 800 Meter Freistil: 24. Platz 400 Meter Lagen: 20. Platz - Yang Wenyi 50 Meter Freistil: Gold 4 × 100 Meter Freistil: Silber - Zhao Kun 4 × 100 Meter Freistil: Silber - Zhuang Yong 50 Meter Freistil: Silber 100 Meter Freistil: Gold 200 Meter Freistil: 21. Platz 4 × 100 Meter Freistil: Silber |

### Segeln
| Männer - Jiang Chen Windsurfen: 14. Platz | Frauen - Zhang Xiaodong Windsurfen: Silber - Zhang Shunfang Europe: 22. Platz |

### Synchronschwimmen
Frauen
- Guan Zewen
Einzel: Vorrunde
Duett: 8. Platz

- Tan Min
Einzel: 10. Platz

- Wang Xiaojie
Einzel: Vorrunde
Duett: 8. Platz

### Tennis
| Männer - Meng Qianghua & Xia Jiaping Doppel: 1. Runde | Frauen - Chen Li-Ling Einzel: 1. Runde - Li Fang Einzel: 1. Runde Doppel: Achtelfinale - Tang Min Doppel: Achtelfinale |

### Tischtennis
| Männer - Ma Wenge Einzel: Bronze Doppel: Viertelfinale - Wang Tao Einzel: Viertelfinale Doppel: Gold - Lü Lin Einzel: Gruppenphase Doppel: Gold - Yu Shentong Doppel: Viertelfinale | Frauen - Deng Yaping Einzel: Gold Doppel: Gold - Qiao Hong Einzel: Silber Doppel: Gold - Chen Zihe Einzel: Viertelfinale Doppel: Silber - Jun Gao Doppel: Silber |

### Turnen
| Männer - Guo Linyao Einzelmehrkampf: 6. Platz Mannschaftsmehrkampf: Silber Boden: 28. Platz in der Qualifikation Pferd: 30. Platz in der Qualifikation Barren: Bronze Reck: 4. Platz Ringe: 21. Platz in der Qualifikation Seitpferd: 4. Platz - Li Chunyang Einzelmehrkampf: 18. Platz Mannschaftsmehrkampf: Silber Boden: 8. Platz Pferd: 19. Platz in der Qualifikation Barren: 12. Platz in der Qualifikation Reck: 23. Platz in der Qualifikation Ringe: 9. Platz in der Qualifikation Seitpferd: 14. Platz in der Qualifikation - Li Dashuang Einzelmehrkampf: 24. Platz in der Qualifikation Mannschaftsmehrkampf: Silber Boden: 10. Platz in der Qualifikation Pferd: 27. Platz in der Qualifikation Barren: 41. Platz in der Qualifikation Reck: 40. Platz in der Qualifikation Ringe: 45. Platz in der Qualifikation Seitpferd: 13. Platz in der Qualifikation - Li Ge Einzelmehrkampf: 24. Platz in der Qualifikation Mannschaftsmehrkampf: Silber Boden: 29. Platz in der Qualifikation Pferd: 42. Platz in der Qualifikation Barren: 38. Platz in der Qualifikation Reck: 17. Platz in der Qualifikation Ringe: 19. Platz in der Qualifikation Seitpferd: 21. Platz in der Qualifikation - Li Jing Einzelmehrkampf: 22. Platz in der Qualifikation Mannschaftsmehrkampf: Silber Boden: 85. Platz in der Qualifikation Pferd: 74. Platz in der Qualifikation Barren: Silber Reck: 8. Platz Ringe: Silber Seitpferd: 7. Platz - Li Xiaoshuang Einzelmehrkampf: 5. Platz Mannschaftsmehrkampf: Silber Boden: Gold Pferd: 4. Platz Barren: 7. Platz in der Qualifikation Reck: 8. Platz in der Qualifikation Ringe: Bronze Seitpferd: 8. Platz in der Qualifikation | Frauen - He Xuemei Einzelmehrkampf: 27. Platz in der Qualifikation Mannschaftsmehrkampf: 4. Platz Boden: 26. Platz in der Qualifikation Pferd: 67. Platz in der Qualifikation Stufenbarren: 40. Platz in der Qualifikation Schwebebalken: 12. Platz in der Qualifikation - Li Li Einzelmehrkampf: 14. Platz Mannschaftsmehrkampf: 4. Platz Boden: 22. Platz in der Qualifikation Pferd: 32. Platz in der Qualifikation Stufenbarren: 8. Platz Schwebebalken: 21. Platz in der Qualifikation - Li Yifang Einzelmehrkampf: 18. Platz in der Qualifikation Mannschaftsmehrkampf: 4. Platz Boden: 27. Platz in der Qualifikation Pferd: 27. Platz in der Qualifikation Stufenbarren: 21. Platz in der Qualifikation Schwebebalken: 8. Platz in der Qualifikation - Lu Li Einzelmehrkampf: 34. Platz Mannschaftsmehrkampf: 4. Platz Boden: 33. Platz in der Qualifikation Pferd: 29. Platz in der Qualifikation Stufenbarren: Gold Schwebebalken: Silber - Yang Bo Einzelmehrkampf: 25. Platz Mannschaftsmehrkampf: 4. Platz Boden: 19. Platz in der Qualifikation Pferd: 23. Platz in der Qualifikation Stufenbarren: 23. Platz in der Qualifikation Schwebebalken: 7. Platz - Zhang Xia Einzelmehrkampf: 35. Platz in der Qualifikation Mannschaftsmehrkampf: 4. Platz Boden: 43. Platz in der Qualifikation Pferd: 67. Platz in der Qualifikation Stufenbarren: 32. Platz in der Qualifikation Schwebebalken: 29. Platz in der Qualifikation |

### Volleyball
Frauen
- 7. Platz

- Kader
Chen Fengqin
Gao Lin
Lai Yawen
Li Guojun
Li Yueming
Ma Fang
Su Huijuan
Su Liqun
Sun Yue
Wang Yi
Wu Dan
Zhou Hong

### Wasserspringen
| Männer - Tan Liangde Kunstspringen: Silber - Lan Wei Kunstspringen: 14. Platz in der Qualifikation - Sun Shuwei Turmspringen: Gold - Xiong Ni Turmspringen: Bronze | Frauen - Gao Min Kunstspringen: Gold - Tan Shuping Kunstspringen: 17. Platz in der Qualifikation - Fu Mingxia Turmspringen: Gold - Zhu Jinhong Turmspringen: 4. Platz |